# Богомила
Богомила (на македонска литературна норма: Богомила) е село в Северна Македония, част от община Чашка.

## География
Богомила е главното село на областта Азот и е разположено на 50 километра западно от град Велес, на река Бабуна между планините Якубица и Бабуна. Богомила е спирка на железопътната линия Велес – Битоля.

## История

### В Османската империя
Сведения за съществуването на селото има в османски дефтери от 1445 година.
В XIX век Богомила е българско село във Велешка кааза на Османската империя. В „Етнография на вилаетите Адрианопол, Монастир и Салоника“, издадена в Константинопол в 1878 година и отразяваща статистиката на населението от 1873 година, Богомиле (Bogomilé) е посочено като село със 110 домакинства и 479 жители българи. Според статистиката на Васил Кънчов („Македония. Етнография и статистика“) в края на XIX век Богомила има 900 жители българи християни.
През лятото на 1868 година австро-унгарският вицеконсул в Битола Петер Окули пише, че българското село Боговила край Велес е нападнато от 40 дебърски албанци на коне, които го плячкосали без никаква съпротива, тъй като повечето жители работели на полето.
В началото на XX век в Богомила пуска корени сръбската пропаганда в Македония и по-голямата част от жителите му в началото на века са сърбомани под върховенството на Цариградската патриаршия. Според митрополит Поликарп Дебърски и Велешки в 1904 година в Богомила има 147 сръбски къщи. Според статистиката на секретаря на Българската екзархия Димитър Мишев („La Macédoine et sa Population Chrétienne“) в 1905 година в Богомила живеят 152 българи екзархисти и 1096 българи патриаршисти сърбомани и в селото работят българско и сръбско училище.

### В Сърбия и Югославия
През войната селото е окупирано от сръбски части и след Междусъюзническата война в 1913 година остава в Сърбия.
На етническата си карта от 1927 година Леонард Шулце Йена показва Богумил (Bogumil) като наскоро посърбено българско село.
На етническата си карта на Северозападна Македония в 1929 година Афанасий Селишчев отбелязва Богумил като българско село.
По време на българското управление във Вардарска Македония в годините на Втората световна война, Никола Мих. Иванов от Кочани е български кмет на Богомила от 29 януари 1942 година до 9 май 1942 година. След това кметове са Слави Н. Деянов от Вакарел (13 май 1942 – 30 октомври 1942), Асен хаджи Йорданов от Ваташа (17 ноември 1942 – 13 май 1943), Фердинанд Г. Михайлов от Соколарци (13 май 1943 – 12 август 1944) и Кръстю В. Илиовски от Скопие (12 август 1944 – 9 септември 1944).
Селото пострадва значително по време на Втората световна война. Български армейски и полицейски части провеждат Бабунската акция край селото с цел да унищожат Велешко-прилепския народоосвободителен партизански отряд „Димитър Влахов“.
Според преброяването от 2002 година селото има 1794 жители.
| Националност     | Всичко |
| северномакедонци | 471    |
| албанци          | 2      |
| турци            | 1      |
| роми             | 0      |
| власи            | 0      |
| сърби            | 1      |
| бошняци          | 0      |
| други            | 1      |

## Забележителности
Селската църква „Свети Атанасий“ (Долната църква) е от 1837 година. Манастирът „Свети Спас” е от 1996 година. За Горната църква „Свети Илия“ се смята, че е от XIII век. От първоначалната църква е запазен само олтарният дял и неговата живопис. По-късно на остатъците от стария градеж е изградена трапезария. В близост на Богомила се намира и манастирът „Свети Георги“ на надморска височина от около 800 метра, обиколен с висока букова гора и над поток.
Родният дом на основателя на ВМОРО Петър Попарсов – Попарсовата къща е превърната в 1986 година в къща музей.

## Личности
Родени в Богомила
- Андрей Попарсов (? – 1918), български общественик и революционер
- Белко Янкула, българин, православен, арестуван преди април 1904 година, обвинен в кражба на „две юници от добитъка, който се разпръснал по време на Крушевските събития“, осъден на 6 месеца затвор от Първостепенния наказателен отдел, лежал в Битолския затвор, амнистиран с общата амнистия от 12 април 1904 година[15]
- Петър Попарсов (1868 – 1941), български революционер
- Петър Преспанско-Пелагонийски (р. 1946), православен духовник

Починали в Богомила
- Андрей Попарсов (? – 1918), български общественик и революционер
- Пецо Кръстески (1916 – 1942), югославски партизанин и деец на НОВМ
- Трайко Цветков (1792 – 1823), наричан Демир Трайко, участник в Гръцката война за независимост от 1821 година